# Eigen-ji
Eigen-ji (jap. 永源寺) – klasztor szkoły zen rinzai, główny klasztor jednej z czternastu linii szkoły rinzai.

## Historia klasztoru
Klasztor został wybudowany przez pana prowincji Ōmi - Sasaki Ujiyori (佐々木氏頼, 1326–1370) - dla mistrza zen Jakushitsu Genkō (寂室元光, 1290–1367). Obecnie znajduje się w Higashiōmi w prefekturze Shiga.
Jego pierwszym opatem był Jakushitsu Genkō, który w 1366 roku przekazał to stanowisko swojemu głównemu uczniowi Mitenowi Eishaku (zm. 1409).
W czasie wojny Ōnin (1467-1477) klasztor ten stał się miejscem, do którego przybywali mnisi ze spalonych w czasie działań wojennych słynnych i wielkich klasztorów należących do systemu gozan. Mówiło się wtedy, że "kultura jest teraz skupiona w Ōmi". Pod koniec XV i na początku XVI wieku klasztor ucierpiał w kilku pożarach. Nowy opat wybrany w 1643 roku na życzenie cesarza Go-Mizunoo (後水尾, pan. 1611–1629) – Isshi Bunshu (一絲文守, 1608–1646) - odbudował go i dlatego uważany jest za "drugiego założyciela".
Od okresu Meiji (1868-1912) klasztor ten przewodzi linii przekazu wywodzącej się z tego klasztoru. Zarządza jednym klasztorem i ponad 120 świątyniami. Eigen-ji stanowi jedną z czternastu odgałęzień szkoły rinzai.

## Adres klasztoru
- 41 Eigenjitakano-cho, Higashiohmi-shi, Shiga-ken, 527-0212

## Galeria

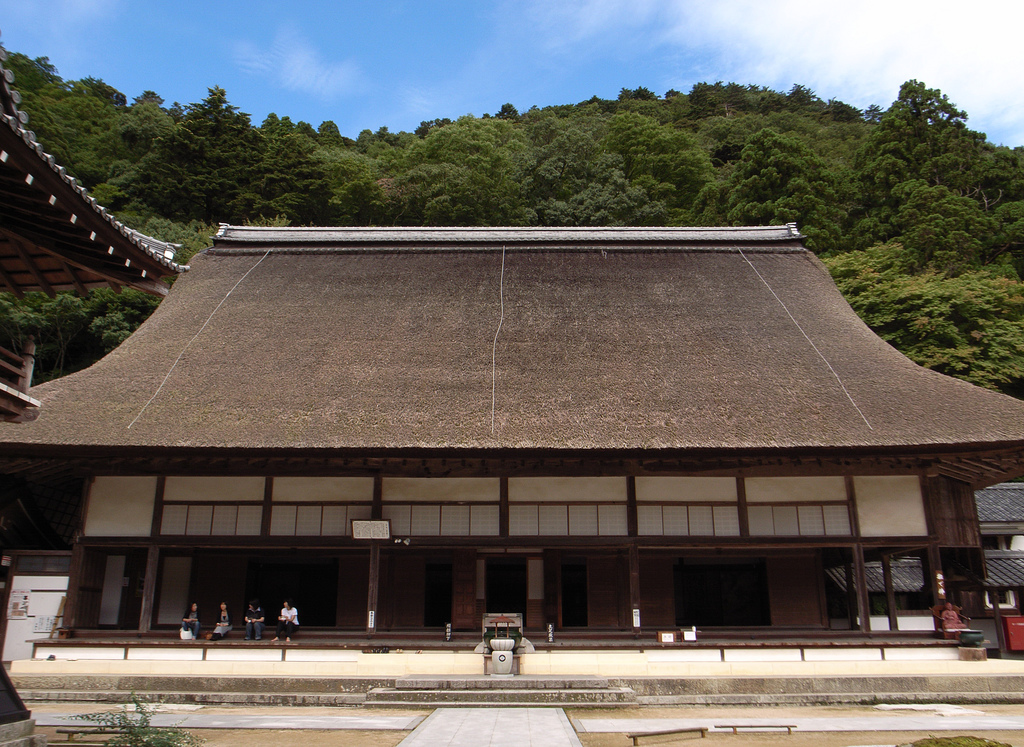
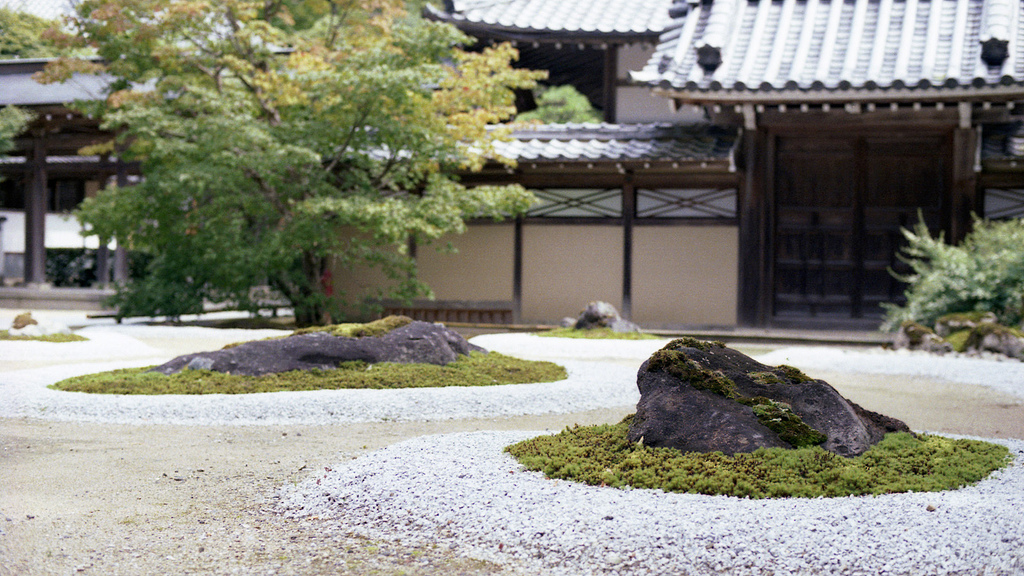
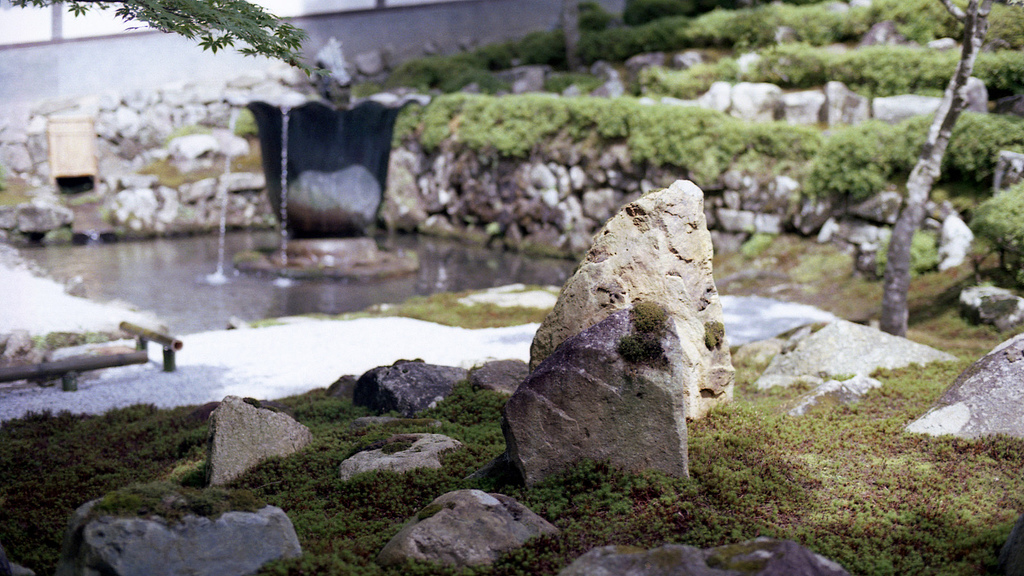
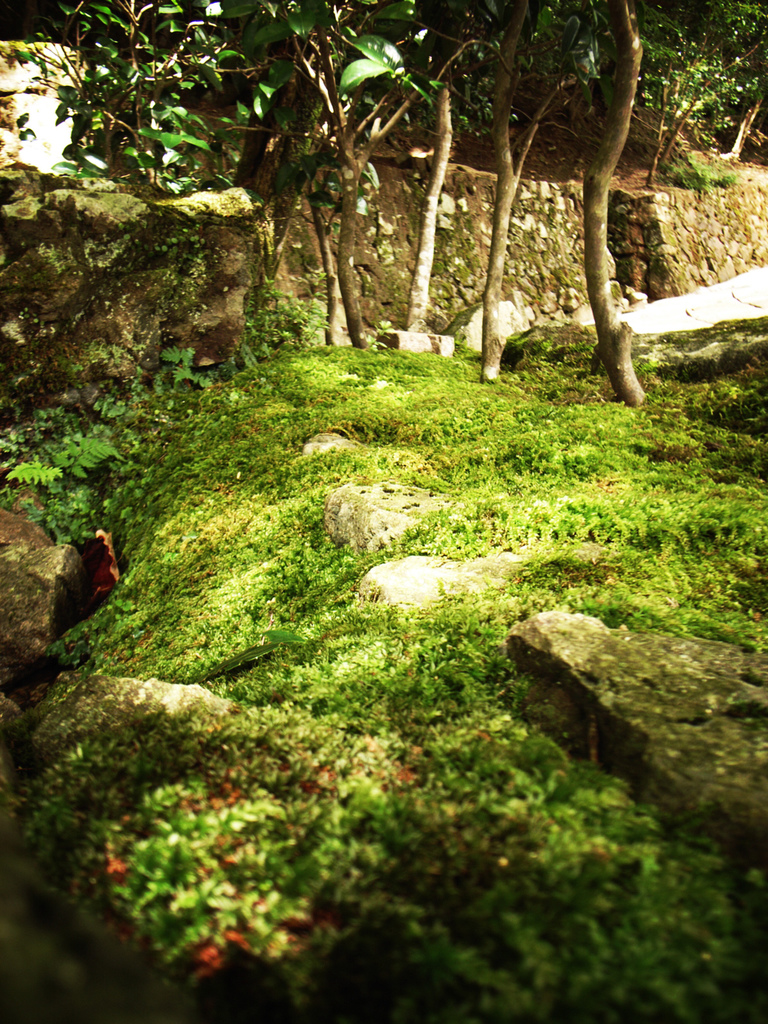
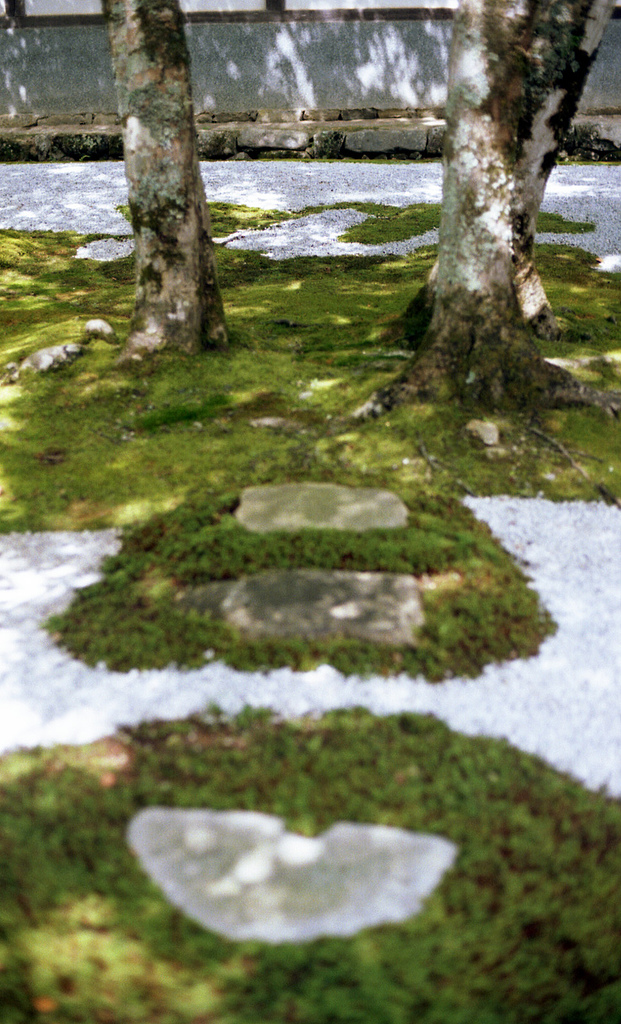